# Micreola nana
Micreola nana är en insektsart som beskrevs av Sjöstedt 1920. Micreola nana ingår i släktet Micreola och familjen gräshoppor. Inga underarter finns listade i Catalogue of Life.